# Thomas Ramos
Pour les articles homonymes, voir Ramos.

a Compétitions nationales et continentales officielles uniquement.

b Matchs officiels uniquement.
Dernière mise à jour le 9 mai 2025.
Thomas Ramos, né le 23 juillet 1995 à Mazamet, est un joueur international français de rugby à XV qui joue au poste d'arrière au Stade toulousain.
Il remporte le championnat de France en 2019, 2021, 2023, 2024 et 2025 et la Coupe d'Europe en 2021 et 2024 avec le Stade toulousain. Il remporte aussi le Tournoi des Six Nations en 2022 ( remportant ainsi le 10e Grand Chelem) et en 2025 avec le XV de France. A l'occasion de ce tournoi, il devient le meilleur marqueur de l'histoire de l'équipe de France.

## Biographie

### Jeunesse et formation
Thomas Ramos naît à Mazamet dans le Tarn. Il commence le rugby à cinq ans dans le club local du SC Mazamet, et y reste jusqu'à ses 15 ans. Il est ensuite recruté par le Stade toulousain par Jean-Louis Castro en cadets Alamercery. Il commence ses études au lycée Jolimont à Toulouse, qui accueille une section rugby, tout en évoluant rugbystiquement avec le Stade toulousain.

### Débuts professionnels à Toulouse (2013-2018)

#### Découverte du Top 14 avec le Stade toulousain (2013-2016)

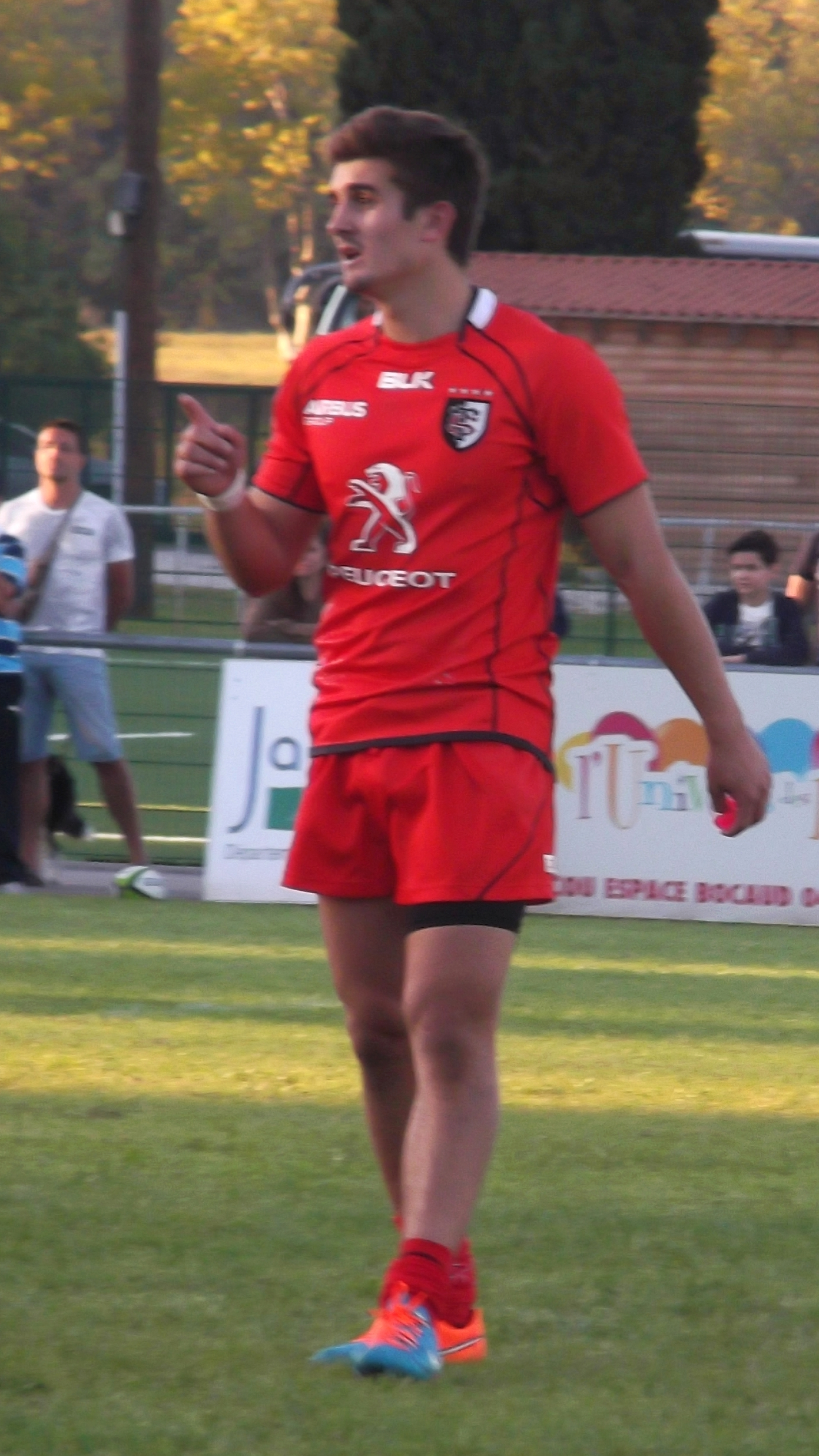
Thomas Ramos avec les espoirs du stade toulousain en octobre 2014.

Âgé seulement de 18 ans, il joue pour la première fois en Top 14 le 22 février 2014. Il dispute son premier match professionnel avec le Stade toulousain contre le Castres olympique, il y inscrit même son premier essai. 
Le 8 avril 2014, Thomas Ramos signe son premier contrat espoir pour deux ans.
Il entre à nouveau en jeu face au Castres olympique mais de façon plus décevante, recevant son premier carton rouge en équipe professionnelle le 23 août 2014. Il est suspendu trois matchs pour ce geste.
Dès lors, il ne cumule que 20 minutes sur quatre matchs sur l'ensemble de la saison.
En parallèle, Ramos fréquente différentes équipes de France en catégories junior. Il est, notamment, appelé par Fabien Pelous, manager de l'équipe de France des moins de 20 ans, et participe entre autres au championnat du monde junior 2015.
Pour la saison de 2015-2016, l'arrivée d'Ugo Mola à la tête du Stade toulousain, ainsi que de son nouveau directeur sportif Fabien Pelous, que Thomas Ramos a côtoyé en équipe de France des moins de 20 ans, lui est défavorable dans un premier temps, puisque, malgré les absences de Yoann Huget et de Gaël Fickou, tous deux partis en Angleterre pour la coupe du monde 2015, il ne joue pas les premiers matchs de la saison 2015-2016, à la différence de son ami Arthur Bonneval. Il est tout de même appelé, et titularisé, lors d'un match amical contre Albi.

#### Prêt à Colomiers et retour en tant que titulaire au Stade toulousain (2016-2018)

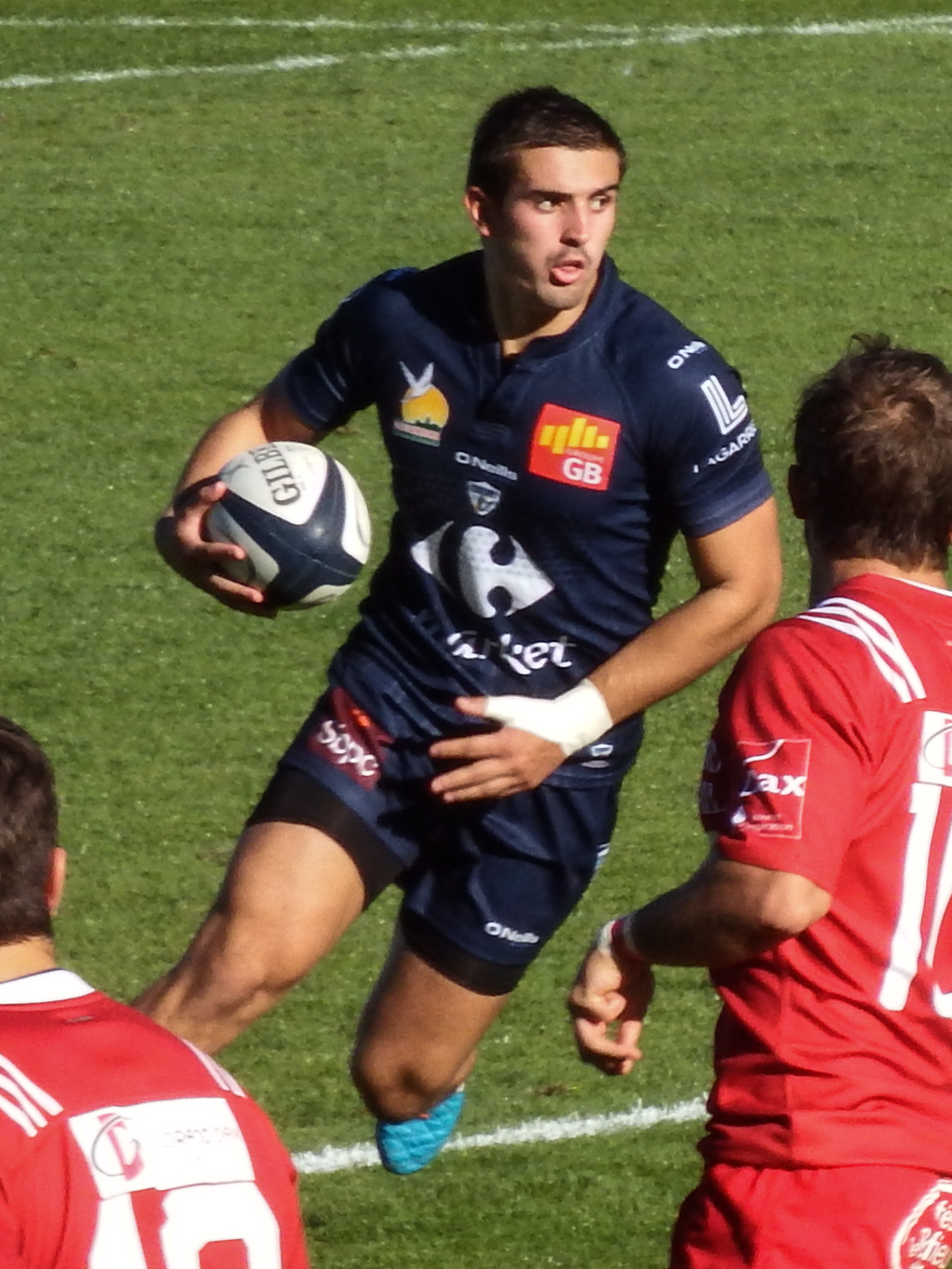
Thomas Ramos sous les couleurs de Colomiers en 2016.

Pour la saison 2016-2017, il est prêté au Colomiers Rugby en Pro D2. Il arrive pour gagner du temps de jeu et combler le départ à la retraite de Morgan Saout. En concurrence avec Nicolas Plazy pour la place d'arrière, en début de saison, il s'impose finalement comme le titulaire au poste et joue 24 rencontres de championnat dont 23 en tant que titulaire, et termine meilleur réalisateur de la saison de Pro D2 avec 345 points inscrits (5 essais, 84 pénalités et 34 transformations). Lors de la Nuit du rugby 2017, il est élu meilleur joueur de Pro D2 de la saison 2016-2017. Il est l'un des joueurs les plus importants de Colomiers cette saison et réalise de très bonnes performances,.

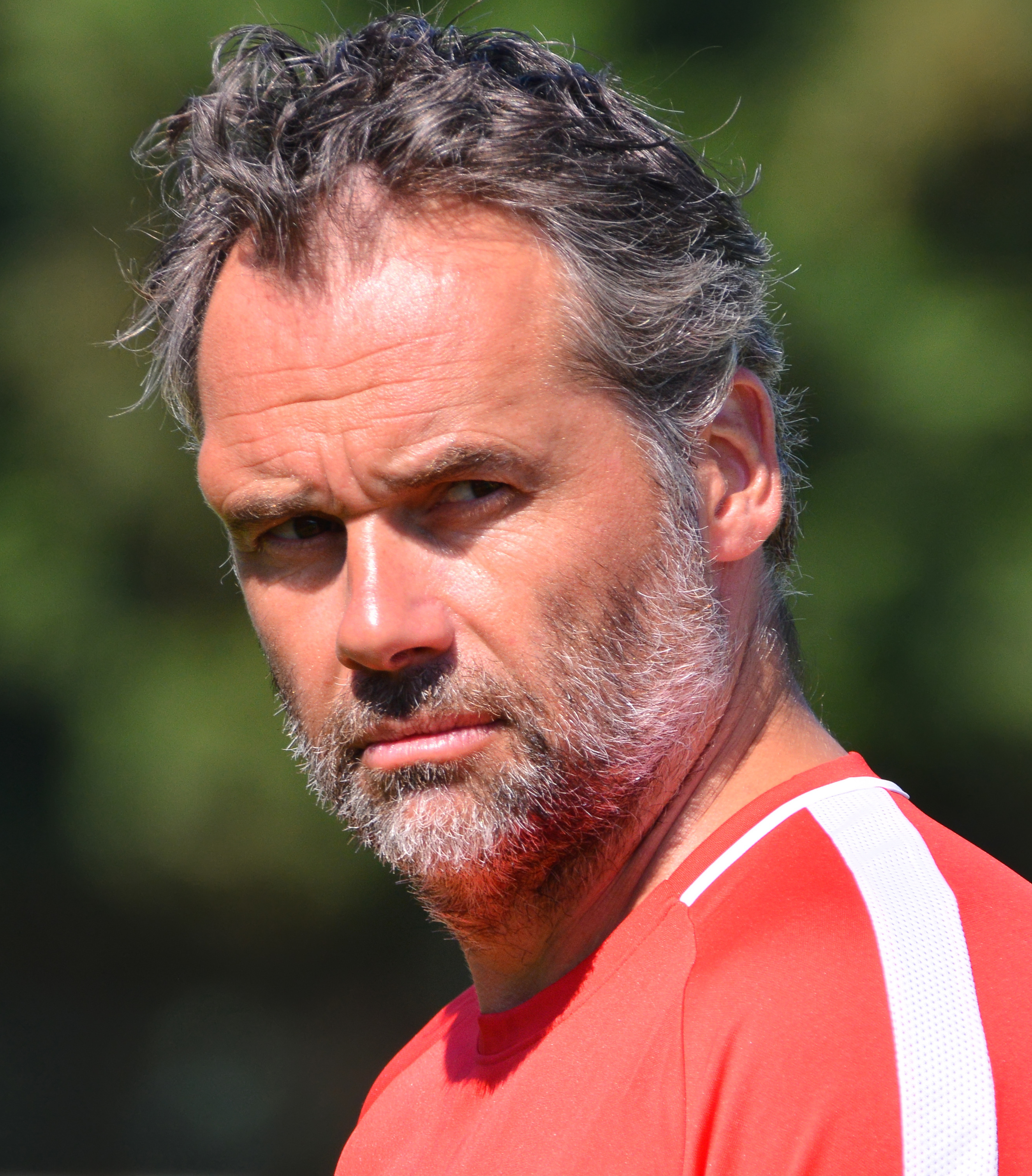
Ugo Mola, ici en 2018, est l'entraîneur de Thomas Ramos depuis 2017.

Après un an de prêt concluant du côté de Colomiers, Thomas revient au Stade toulousain en 2017 malgré les sollicitations de Toulon qui souhaitait le recruter. Ugo Mola en fait son arrière titulaire et lui confie la tâche de buteur. Il réalise un bon début de saison en inscrivant 107 points en 8 matchs. En octobre, il prolonge son contrat avec le club et s'engage ainsi jusqu'en 2021. En novembre, il est sélectionné avec les Barbarians français et titularisé à l'arrière pour affronter les Māori All Blacks au Stade Chaban-Delmas de Bordeaux. Les Baa-Baas parviennent à s'imposer 19 à 15. À l'issue de la saison, il totalise 25 matchs avec son club pour 285 points marqués.

### Révélation au plus haut niveau (2018-2020)
Fort de ses bonnes prestations avec le Stade toulousain depuis le début de la saison 2018-2019, Thomas Ramos fait partie du groupe appelé par le sélectionneur de l'équipe de France pour disputer les deux premiers matchs du Tournoi des Six Nations 2019.
Il dispute son premier match en équipe de France le 10 février 2019 à Twickenham contre l'Angleterre en entrant en jeu à l'arrière à la place de Yoann Huget à la 41e minute. Le XV de France s'incline lourdement 44 à 8. Il est titulaire pour son second match en équipe de France le 23 février 2019 au Stade de France contre l'Écosse. À l'instar d'Antoine Dupont, Demba Bamba, Félix Lambey, Grégory Alldritt ou encore Romain Ntamack, il fait partie des jeunes joueurs qui ont contribué à la victoire du XV de France 27 à 10, en s'illustrant notamment par ses relances efficaces, mais en décevant face aux perches,. Il est titulaire face à l'Irlande, puis remplaçant face à l'Italie et entre en jeu à dix minutes de la fin du match.
Il finit la saison 2018-2019 par une victoire en finale de Top 14 face à l'ASM Clermont. Il est titulaire à l'ouverture et inscrit les quatre pénalités qu'il a tentées ainsi qu'une transformation après un essai de Yoann Huget. Il inscrit donc un total de 14 points sur les 24 marqués par le Stade toulousain et participe donc grandement au succès de son équipe qui remporte alors son 20e titre en championnat.
Il participe ensuite à trois tests internationaux en préparation de la Coupe du monde 2019. Il inscrit son premier essai avec le XV de France lors du troisième test au Stade de France face à l'Italie.
À la suite de ces trois matchs il fait partie du groupe de 31 joueurs sélectionnés  par Jacques Brunel pour participer à la Coupe du monde au Japon. Lors du premier match de la compétition, il entre en jeu à la 61e minute de jeu et remplace son coéquipier du Stade toulousain, Maxime Médard. Il est ensuite titulaire pour le deuxième match du XV de France contre les États-Unis, joue 57 minutes et inscrit une transformation. Il est cependant contraint de déclarer forfait à cause d'une entorse à la cheville et ne pourra donc pas disputer la suite du tournoi. Il est remplacé par Vincent Rattez.
La saison suivante, il participe au tournoi des Six Nations 2020. Il joue trois matchs sur cinq (Pays de Galles, Écosse et Irlande). La France termine deuxième du tournoi derrière l'Angleterre.

### Confirmation avec Toulouse (depuis 2020)

#### Champion d'Europe et de France en 2021
Avec le Stade toulousain lors de la saison 2020-2021, Thomas Ramos joue un rôle important dans le doublé que réalise son club, notamment grâce à son jeu au pied qui fait de lui le meilleur réalisateur du Stade toulousain cette saison. Durant la finale de Top 14, il inscrit la quasi-totalité des points de son équipe en marquant les quatre pénalités qu'il a tenté et un drop. Son équipe s'impose donc 18 à 8 face au Stade rochelais avec quinze points marqués par Thomas Ramos. Il est logiquement élu homme du match. En Coupe d'Europe, Thomas Ramos a moins l'occasion de se montrer, tout d'abord à cause des nombreux matchs annulés puis à cause d'une blessure au mollet qui l'écarte des terrains pendant six semaines lui faisant manquer les phases finales de la compétition. Il revient cependant à temps pour la finale qui oppose Toulouse au Stade rochelais, qu'il débute sur le banc des remplaçants. Il entre en jeu en première période pour remplacer Maxime Médard qui sort sur protocole commotion. Il joue une dizaine de minutes avant que Maxime Médard ne reprenne sa place sur le terrain,.

#### Grand Chelem avec les Bleus en 2022
La saison suivante, Toulouse s'incline en demi-finale dans les deux compétitions, d'abord contre le Leinster Rugby en Coupe d'Europe à Dublin, puis contre le Castres olympique à Nice en Top 14. Il termine la saison en étant troisième meilleur réalisateur du championnat de France derrière Léo Berdeu et Antoine Hastoy avec 225 points inscrits et est nommé dans l'équipe type de Top 14 de la saison. Avec l'équipe de France, il participe au Tournoi des Six Nations 2022, durant lequel il est présent sur toutes les feuilles de matchs, mais joue qu'à trois reprises, en entrant en jeu à chaque fois, pour un temps de jeu global de 19 minutes. La France remporte le tournoi, son 10e Grand Chelem, le premier depuis 12 ans. Depuis la Coupe du monde 2019, il n'avait eu que très peu de temps de jeu en bleu, notamment à cause de l'ascension rapide d'Anthony Bouthier, du retour au plus haut niveau de Brice Dulin et de l'éclosion de Melvyn Jaminet.

#### Champion de France puis Coupe du monde en 2023

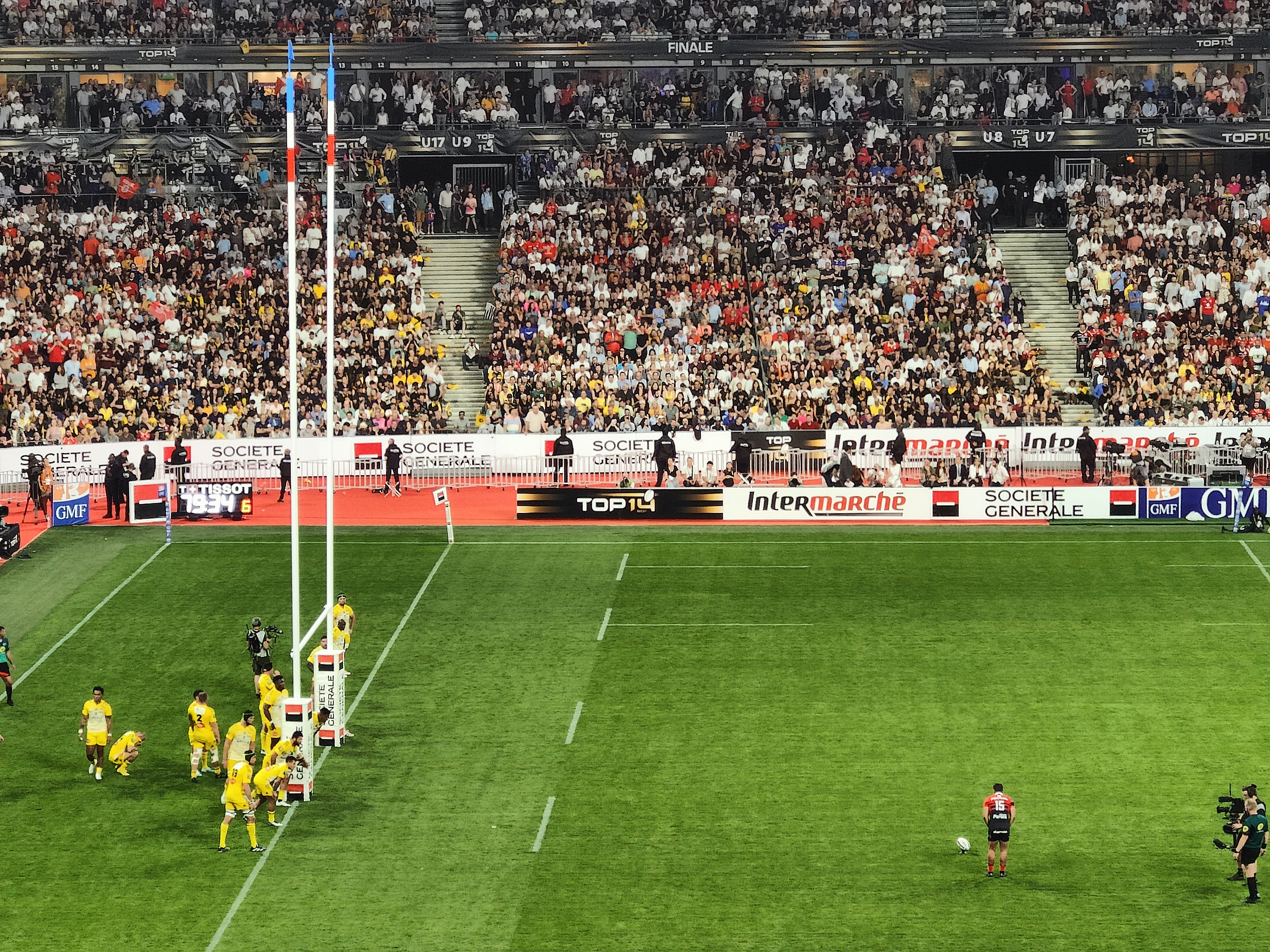
Ramos du Stade toulousain tirant une transformation lors de la finale du Top 14 contre le Stade rochelais.

Pour la saison 2022-2023, le Stade toulousain recrute l'arrière international français Melvyn Jaminet en provenance de Perpignan ainsi que l'arrière international italien Ange Capuozzo arrivant de Grenoble, qui viennent ainsi concurrencer Thomas Ramos à son poste, après le départ à la retraite de Maxime Médard. Il y a désormais trois joueurs pour une place, interrogeant l'avenir de Thomas Ramos à Toulouse,. Malgré ces arrivées et des rumeurs de départ, Thomas Ramos décide de prolonger son contrat avec le Stade toulousain de quatre saisons supplémentaires, soit jusqu'en 2027, alors qu'il était très courtisé en Top 14, notamment par Lyon, Clermont et Toulon,. Il commence alors cette saison en tant que titulaire à l'arrière, avant d'être replacé à l'ouverture dès la troisième journée de championnat, après la blessure de l'habituel titulaire au poste, Romain Ntamack,. Il tient parfaitement son rôle à l'ouverture en réalisant notamment une très grande performance face à Clermont durant la sixième journée. Lors de cette rencontre, il marque deux essais, délivre une passe décisive au pied pour Ange Capuozzo et inscrit au total 26 points dans le match,.
Après avoir été élu joueur du mois d'octobre en Top 14, notamment grâce à ses 67 points inscrits et trois essais marqués durant ce mois, il est logiquement sélectionné pour participer à la tournée d'automne de l'équipe de France, en novembre 2022. Il profite de l'absence de Melvyn Jaminet pour être titularisé au poste d'arrière lors du premier match de la tournée, contre l'Australie. Il s'agit seulement de sa deuxième titularisation avec les Bleus sous l'ère Fabien Galthié, soit depuis 2019. Il réalise une très bonne rencontre, et est l'un des hommes du match, puisqu'il a inscrit vingt des trente points marqués par son pays, lors de la victoire française 30 à 29,. En janvier 2023, il est de nouveau appelé en équipe de France pour participer au Tournoi des Six Nations 2023,. Il est titulaire lors du premier match du tournoi, contre l'Italie et inscrit le deuxième essai de la rencontre. Les Français s'imposent 24 à 29,. Il marque deux autres essais contre l'Écosse puis l'Angleterre et inscrit un total de 84 points sur les cinq matchs du tournoi. Il termine donc meilleur réalisateur du tournoi, et devient alors le meilleur marqueur de point français sur une édition du Tournoi des Six Nations, dépassant Gérald Merceron qui avait marqué 80 points lors de l'édition de 2002,.
De retour avec son club, il se qualifie jusqu'en demi-finale de la Champions Cup, avant d'être éliminé une fois de plus aux portes de la finale par le Leinster, une défaite 41 à 22,. Toutefois, en championnat, les Toulousains terminent à la première place de la saison régulière, se qualifiant donc en demi-finale où ils battent largement le Racing 92 sur le score de 41 à 14 et retrouvent donc le Stade rochelais en finale, comme en 2021,. En finale, il est titulaire et joue toute la rencontre. Dans un match très serré, il inscrit 19 points au pied permettant à Toulouse de s'imposer 29 à 26,. Thomas Ramos remporte donc le Bouclier de Brennus pour la troisième fois de sa carrière.
Après une excellente saison, il est logiquement nommé pour l'Oscar d'Or aux Oscars du Midi olympique, récompensant le meilleur joueur français de la saison. Il remporte l'Oscar Argent, l'Or étant remporté par Grégory Alldritt. Il est aussi élu dans l'équipe type de la saison de Top 14.
Sélectionné fin juin 2023 dans une liste de 42 joueurs pour préparer la Coupe du monde 2023, il fait partie de la liste officielle des 33 joueurs qui joueront la compétition. Il est titularisé pour le match d'ouverture du Mondial face aux All Blacks et inscrit 17 points permettant aux Français de l'emporter 27 à 13,. Il est ensuite sur le banc des remplaçants pour la victoire 27-12 face à l'Uruguay et n'entre pas en jeu. Il retrouve ensuite sa place dans le XV de départ français pour affronter la Namibie. Face aux Welwitschias, il marque 24 des 96 points français, qui s'imposent donc 96 à 0, soit la plus large victoire de l'histoire du XV de France. De nouveau titularisé pour le match suivant face à l'Italie, il marque un essai, la France l'emporte 60 à 7 et se qualifie pour les quarts de finale. Pour le premier match de la phase à élimination directe, les Bleus font face à l'Afrique du Sud, le champion du monde en titre. Ramos est titulaire dans une rencontre très serrée, finalement remportée d'un point par les Springboks (28-29). Dans ce match, il est l'auteur d'une transformation qui aurait pu donner la victoire aux français, mais celle-ci est contrée par Cheslin Kolbe ce qui beaucoup polémique car ce contre serait illicite. Malgré son statut de favori, la France est alors éliminée dès les quarts de finale, comme en 2019,.
En fin d'année 2023, après ce Mondial, Thomas Ramos est récompensé lors des Prix World Rugby lorsqu'il est sélectionné dans le XV masculin de l'année.

#### Doublé Champions Cup/Top 14 en 2024
Thomas Ramos fait son retour de la Coupe du monde avec le Stade toulousain lors de la sixième journée de championnat contre l'USA Perpignan et joue à l'ouverture, Melvyn Jaminet étant titulaire à l'arrière. Puis, malgré le départ de Jaminet au RC Toulon, Ramos, continue de jouer demi d'ouverture en l'absence de Romain Ntamack, blessé. Au mois de janvier 2024, il est sélectionné avec les Bleus pour le Tournoi des Six Nations 2024. Après avoir joué les trois premiers matchs du tournoi à l'arrière, il est repositionné à l'ouverture pour les deux derniers matchs, afin de pallier l'absence sur blessure de Matthieu Jalibert et forme une charnière inédite avec Nolann Le Garrec. Lors de la dernière journée, contre l'Angleterre, il donne la victoire à son pays avec une pénalité de 50 mètres à la dernière minute, permettant aux Français terminer la compétition à la deuxième place. Pour la deuxième année consécutive, Thomas Ramos termine meilleur réalisateur du tournoi avec 63 points marqués, devançant Finn Russell (55 points) et Jack Crowley (52 points).
Après le Six Nations, Toulouse joue les phases finale de la Champions Cup, durant lesquelles Thomas Ramos n'est pas titulaire, Blair Kinghorn, nouvellement arrivé, lui étant préféré, mais sur le banc des remplaçants. Le Stade toulousain se qualifie en finale de la Champions Cup après avoir éliminé les Harlequins en demi-finale. En finale, contre le Leinster, Thomas Ramos entre en jeu à la 59e minute à la place de Paul Costes et inscrit une transformation et quatre pénalités décisives. Les Toulousains s'imposent 31 à 22 après les prolongations face aux Irlandais et remportent ainsi leur sixième titre dans la compétition. En Top 14 également, le Stade toulousain est en finale et affronte l'Union Bordeaux Bègles. Thomas Ramos retrouve sa place de titulaire à l'arrière tandis que Kinghorn est repositionné à l'aile. Marquant 20 points dans cette finale, il contribue à la large victoire des siens qui s'imposent largement 59 à 3 et devient par la même occasion le meilleur réalisateur de l'histoire de son club avec 1792 points inscrits. Il remporte son quatrième bouclier de Brennus et le Stade toulousain son vingt-troisième. À la fin de cette saison, Il est élu dans l'équipe type de Top 14.

#### Tournoi des Six Nations 2025
Le samedi 15 mars 2025 face à l'Ecosse, lors du Tournoi des Six Nations 2025, il devient le meilleur réalisateur de l’histoire du XV de France. En inscrivant trois pénalités, un essai et trois transformations il porte son total à 450 points dépassant ainsi Frédéric Michalak (436 points). Compétition à l'issue de laquelle il obtient son deuxième sacre avec les Bleus.

## Style de jeu
Thomas Ramos a officié comme buteur dans les différentes équipes avec lesquelles il a joué.
Efficace sur ses duels, il franchit souvent le rideau défensif adverse. Il possède aussi une très bonne lecture du jeu ; en conséquence, il possède des qualités d'anticipation qui lui permettent souvent de garder un temps d'avance sur son vis-à-vis. Ces dispositions font de lui un joueur polyvalent capable d'évoluer à l'arrière ou à l'ouverture.

## Autres activités
En 2019, il devient parrain d'EndoFrance, l'association française de lutte contre l'endométriose. Son épouse, Sophie, atteinte de cette maladie,, a elle-même peiné à se voir établir le bon diagnostic par le corps médical.
En 2023, le rugbyman participe à l'émission Fort Boyard où il défend l'association d'EndoFrance.

## Statistiques

### En club
| Saison                 | Saison                 | Championnat | Championnat | Championnat | Championnat | Championnat | Championnat | Championnat | Coupe d'Europe                         | Coupe d'Europe                         | Coupe d'Europe                         | Coupe d'Europe                         | Coupe d'Europe                         | Coupe d'Europe                         | Coupe d'Europe                         |
| Saison                 | Saison                 | Compétition | M           | Pts         | Ess.        | Pén.        | Tr.         | Dp.         | Compétition                            | M                                      | Pts                                    | Ess.                                   | Pén.                                   | Tr.                                    | Dp.                                    |
| ---------------------- | ---------------------- | ----------- | ----------- | ----------- | ----------- | ----------- | ----------- | ----------- | -------------------------------------- | -------------------------------------- | -------------------------------------- | -------------------------------------- | -------------------------------------- | -------------------------------------- | -------------------------------------- |
| 2016-2017              | → Colomiers Rugby      | Pro D2      | 24          | 345         | 5           | 84          | 34          | -           | Pas de qualification en Coupe d'Europe | Pas de qualification en Coupe d'Europe | Pas de qualification en Coupe d'Europe | Pas de qualification en Coupe d'Europe | Pas de qualification en Coupe d'Europe | Pas de qualification en Coupe d'Europe | Pas de qualification en Coupe d'Europe |
| Total Colomiers Rugby  | Total Colomiers Rugby  | Pro D2      | 24          | 345         | 5           | 84          | 34          | -           |                                        |                                        |                                        |                                        |                                        |                                        |                                        |
| 2013-2014              | Stade toulousain       | Top 14      | 1           | 5           | 1           | -           | -           | -           | Coupe d'Europe                         | -                                      | -                                      | -                                      | -                                      | -                                      | -                                      |
| 2014-2015              | Stade toulousain       | Top 14      | 4           | -           | -           | -           | -           | -           | Coupe d'Europe                         | -                                      | -                                      | -                                      | -                                      | -                                      | -                                      |
| 2015-2016              | Stade toulousain       | Top 14      | 1           | 5           | 1           | -           | -           | -           | Coupe d'Europe                         | -                                      | -                                      | -                                      | -                                      | -                                      |                                        |
| 2017-2018              | Stade toulousain       | Top 14      | 24          | 277         | 6           | 49          | 50          | -           | Challenge européen                     | 1                                      | 8                                      | -                                      | 2                                      | 1                                      | -                                      |
| 2018-2019              | Stade toulousain       | Top 14      | 21          | 257         | 7           | 39          | 51          | 1           | Coupe d'Europe                         | 8                                      | 72                                     | -                                      | 18                                     | 9                                      | -                                      |
| 2019-2020              | Stade toulousain       | Top 14      | 7           | 70          | 1           | 13          | 13          | -           | Coupe d'Europe                         | 8                                      | 85                                     | 1                                      | 12                                     | 22                                     | -                                      |
| 2020-2021              | Stade toulousain       | Top 14      | 17          | 199         | 4           | 34          | 37          | 1           | Coupe d'Europe                         | 1                                      | 9                                      | -                                      | 1                                      | 3                                      | -                                      |
| 2021-2022              | Stade toulousain       | Top 14      | 18          | 225         | 4           | 46          | 32          | 1           | Coupe d'Europe                         | 5                                      | 53                                     | 1                                      | 8                                      | 12                                     | -                                      |
| 2022-2023              | Stade toulousain       | Top 14      | 15          | 223         | 5           | 38          | 42          | 1           | Champions Cup                          | 5                                      | 70                                     | 2                                      | 10                                     | 15                                     | -                                      |
| 2023-2024              | Stade toulousain       | Top 14      | 13          | 155         | 5           | 20          | 35          | -           | Champions Cup                          | 7                                      | 74                                     | 3                                      | 5                                      | 22                                     | -                                      |
| 2024-2025              | Stade toulousain       | Top 14      | 7           | 109         | 4           | 15          | 22          | -           | Champions Cup                          | 6                                      | 87                                     | 1                                      | 6                                      | 32                                     | -                                      |
| Total Stade toulousain | Total Stade toulousain | Top 14      | 128         | 1525        | 38          | 254         | 282         | 4           | Coupes d'Europe                        | 41                                     | 498                                    | 8                                      | 62                                     | 116                                    | 0                                      |
| Total                  | Total                  | Total       | 152         | 1870        | 43          | 337         | 311         | 4           | Coupes d'Europe                        | 41                                     | 498                                    | 8                                      | 62                                     | 116                                    | 0                                      |

### Internationales

#### Équipe de France des moins de 20 ans
Thomas Ramos dispute 19 matchs avec l'équipe de France des moins de 20 ans en une saison, prenant part à une édition du tournoi des Six Nations en 2015 et à une édition du championnat du monde junior en 2015. Il inscrit deux essais, huit pénalités et quinze transformations, soit un total de 64 points inscrits.

#### XV de France
Au 15 mars 2025, Thomas Ramos compte 44 sélections, dont 31 en tant que titulaire pour 6 essais marqués et 450 points inscrits, depuis sa première cape face à l'Angleterre le 10 février 2019. Il a pris part à six éditions du Tournoi des Six Nations, en 2019, 2020, 2022, 2023, 2024 et 2025, et à deux éditions de la Coupe du monde en 2019 et 2023,. Lors du Tournoi des Six Nations 2025, il devient le meilleur marqueur de l'équipe de France, dépassant Frédéric Michalak, qui détenait ce titre depuis 2015.
| Année | Compétition                 | Matchs | Points | Essais | Transf. | Drops | Pénal. |
| ----- | --------------------------- | ------ | ------ | ------ | ------- | ----- | ------ |
| 2019  | Six Nations                 | 4      | 5      | -      | 1       | -     | 1      |
| 2019  | Test matchs                 | 3      | 9      | 1      | 2       | -     | -      |
| 2019  | Coupe du monde              | 2      | 2      | -      | 1       | -     | -      |
| 2020  | Six Nations                 | 3      | -      | -      | -       | -     | -      |
| 2020  | Coupe d'automne des nations | 1      | 14     | -      | 1       | -     | 4      |
| 2020  | Test matchs                 | 1      | -      | -      | -       | -     | -      |
| 2022  | Six Nations                 | 3      | -      | -      | -       | -     | -      |
| 2022  | Test matchs                 | 3      | 55     | -      | 5       | -     | 15     |
| 2023  | Six Nations                 | 5      | 84     | 3      | 18      | 1     | 10     |
| 2023  | Test matchs                 | 2      | 31     | -      | 5       | -     | 7      |
| 2023  | Coupe du monde              | 4      | 74     | 1      | 21      | -     | 9      |
| 2024  | Six Nations                 | 5      | 63     | -      | 12      | -     | 13     |
| 2024  | Test matchs                 | 3      | 42     | -      | 12      | -     | 6      |
| 2025  | Six Nations                 | 5      | 71     | 1      | 21      | -     | 8      |
| Total | Total                       | 44     | 450    | 6      | 99      | 1     | 73     |

| Adversaire       | Matchs joués | Victoires | Défaites | Nuls | Essais | Points | % de victoire |
| ---------------- | ------------ | --------- | -------- | ---- | ------ | ------ | ------------- |
| Angleterre       | 5            | 4         | 1        | 0    | 1      | 51     | 80            |
| Écosse           | 10           | 8         | 2        | 0    | 2      | 65     | 80            |
| Irlande          | 5            | 2         | 3        | 0    | 0      | 38     | 40            |
| Italie           | 7            | 6         | 0        | 1    | 3      | 63     | 85.71         |
| Argentine        | 2            | 2         | 0        | 0    | 0      | 15     | 100           |
| États-Unis       | 1            | 1         | 0        | 0    | 0      | 2      | 100           |
| Pays de Galles   | 5            | 5         | 0        | 0    | 0      | 44     | 100           |
| Australie        | 2            | 2         | 0        | 0    | 0      | 36     | 100           |
| Afrique du Sud   | 2            | 1         | 1        | 0    | 0      | 36     | 50            |
| Japon            | 2            | 2         | 0        | 0    | 0      | 27     | 100           |
| Nouvelle-Zélande | 2            | 2         | 0        | 0    | 0      | 32     | 100           |
| Namibie          | 1            | 1         | 0        | 0    | 0      | 26     | 100           |
| Total            | 44           | 36        | 7        | 1    | 6      | 337    | 81.82         |

| Numéro | Date            | Lieu                          | Adversaire | Compétition         | Résultat | Score |
| ------ | --------------- | ----------------------------- | ---------- | ------------------- | -------- | ----- |
| 1      | 30 août 2019    | Stade de France, Saint-Denis  | Italie     | Test match          | Victoire | 47-19 |
| 2      | 5 février 2023  | Stadio Olimpico, Rome         | Italie     | Six Nations 2023    | Victoire | 24-29 |
| 3      | 26 février 2023 | Stade de France, Saint-Denis  | Écosse     | Six Nations 2023    | Victoire | 32-21 |
| 4      | 11 mars 2023    | Twickenham, Londres           | Angleterre | Six Nations 2023    | Victoire | 10-53 |
| 5      | 6 octobre 2023  | Parc Olympique lyonnais, Lyon | Italie     | Coupe du monde 2023 | Victoire | 60-7  |
| 6      | 15 mars 2025    | Stade de France, Saint-Denis  | Écosse     | Six Nations 2025    | Victoire | 35-16 |

## Palmarès

### En club
- Stade toulousain
  - Vainqueur du Championnat de France en 2019, 2021, 2023, 2024 et 2025
  - Vainqueur de la Coupe d'Europe en 2021 et 2024

### En équipe nationale
- France
  - Vainqueur du Tournoi des Six Nations en 2022 (Grand Chelem) et 2025

#### Tournoi des Six Nations
| Édition          | Rang | Résultats France | Résultats Ramos | Matchs Ramos |
| ---------------- | ---- | ---------------- | --------------- | ------------ |
| Six Nations 2019 | 4    | 2 v, 0 n, 3 d    | 2 v, 0 n, 2 d   | 4/5          |
| Six Nations 2020 | 2    | 4 v, 0 n, 1 d    | 2 v, 0 n, 1 d   | 3/5          |
| Six Nations 2022 | 1    | 5 v, 0 n, 0 d    | 3 v, 0 n, 0 d   | 3/5          |
| Six Nations 2023 | 2    | 4 v, 0 n, 1 d    | 4 v, 0 n, 1 d   | 5/5          |
| Six Nations 2024 | 2    | 3 v, 1 n, 1 d    | 3 v, 1 n, 1 d   | 5/5          |
| Six Nations 2025 | 1    | 4 v, 0 n, 1 d    | 4 v, 0 n, 1 d   | 5/5          |

Légende : v = victoire ; n = match nul ; d = défaite ; la ligne est en gras quand il y a Grand Chelem.

#### Coupe du monde
| Édition     | Rang               | Résultats France | Résultats Ramos | Matchs Ramos |
| ----------- | ------------------ | ---------------- | --------------- | ------------ |
| Japon 2019  | Quart de finaliste | 3 v, 0 n, 1 d    | 2 v, 0 n, 0 d   | 2/4          |
| France 2023 | Quart de finaliste | 4 v, 0 n, 1 d    | 3 v, 0 n, 1 d   | 4/5          |

### Distinctions personnelles
- Prix World Rugby
  - Membre du XV masculin de l'année World Rugby en 2023
- Nuit du rugby
  - Meilleur joueur Championnat de France de 2e division en 2017

- Oscars du Midi olympique
  -  Oscar d'Argent en 2023[103] et 2024[104]
- Membre de l'équipe type du Championnat de France en 2022, 2023 et 2024
- Membre de l'équipe type du Tournoi des Six Nations en 2024
- Meilleur réalisateur du Championnat de France de 2e division en 2017 (345 points)
- Meilleur réalisateur du Championnat de France en 2019 (257 points)
- Meilleur réalisateur du Tournoi des Six Nations en 2023 (84 points), 2024 (63 points) et 2025 (71 points)
- Meilleur marqueur de points français sur un Tournoi des Six Nations (84 points)
- Meilleur réalisateur de l'histoire du Stade toulousain (1792 points)
- Meilleur réalisateur de l'histoire de l'équipe de France (450 points)
- Détenteur du record du nombre de transformations inscrites avec l'équipe de France (72 transformations)
- Meilleur réalisateur de la Champions Cup en 2025 (87 points)